# 半个喜剧
《半个喜剧》（英語：Almost a Comedy）是中国大陆爱情片，导演和编剧是周申、刘露，主演是任素汐、吴昱翰、刘迅、汤敏、赵海燕。

## 剧情
讲述高璐与郑多多结婚前夕，郑多多跟一个女子发生了一夜情后，发生在孙同与莫默和郑多多之间的情感故事。

## 角色
- 任素汐 出演 莫默
- 吴昱翰 出演 孙同，郑多多好友
- 刘迅 出演 郑多多，高璐未婚夫，北京人
- 汤敏 出演 高璐，郑多多未婚妻
- 赵海燕 出演 孙同母
- 常远 出演 莫默相亲对象
- 梁翘柏 出演 梁翘柏
- 裴魁山 出演 裴经理
- 傅维伯 出演 郑总
- 孙梦泉 出演 莫默妈妈
- 王堃 出演 孙同同事
- 李思蒙 出演 莫默队友
- 彭怡歌 出演 高璐表姐

## 曲目
| 曲序 | 曲目                       |        | 作曲       | 歌手   |
| ---- | -------------------------- | ------ | ---------- | ------ |
| 1.   | 《如果我不是我》（主题曲） | 周申   | 樊冲、蔡卓 | 李宇春 |
| 2.   | 《Unsaid》（圣诞节推广曲） | 宋黛霆 | 宋黛霆     | 任素汐 |

## 制作
《半个喜剧》的制作团队是2016年电影《驴得水》的原班人马。该片原本是周申和刘露在10年前大学研究生毕业前创作的舞台剧。

## 上映
2019年11月12日，片方宣布《半个喜剧》将在12月12日上映。中国大陆票房1.88亿人民币。
2022年11月2、4日，在澳门的中国优秀电影展限定上映兩天。
豆瓣给《半个喜剧》打分7.4分。

## 奖项
| 年份 | 奖项                   | 分类             | 提名者           | 是否得奖 | 备注  |
| ---- | ---------------------- | ---------------- | ---------------- | -------- | ----- |
| 2020 | 第33届中国电影金鸡奖   | 最佳导演         | 周申、刘露       | 提名     | [ 4 ] |
| 2020 | 第33届中国电影金鸡奖   | 最佳男主角       | 吴昱翰           | 提名     | [ 4 ] |
| 2020 | 第33届中国电影金鸡奖   | 最佳女主角       | 任素汐           | 提名     | [ 4 ] |
| 2020 | 第33届中国电影金鸡奖   | 最佳女配角       | 赵海燕           | 提名     | [ 4 ] |
| 2020 | 第33届中国电影金鸡奖   | 最佳编剧         | 周申、刘露       | 提名     | [ 4 ] |
| 2020 | 第33届中国电影金鸡奖   | 最佳音乐         | 马飞             | 提名     | [ 4 ] |
| 2020 | 第33届中国电影金鸡奖   | 最佳剪辑         | 王雨夜           | 提名     | [ 4 ] |
| 2020 | 第27届华鼎奖           | 最佳编剧         | 周申、刘露       | 獲獎     | [ 5 ] |
| 2020 | 第27届华鼎奖           | 最佳歌曲         | 《如果我不是我》 | 獲獎     | [ 5 ] |
| 2020 | 第27届华鼎奖           | 最佳女主角       | 任素汐           | 獲獎     | [ 5 ] |
| 2020 | 第15届长春电影节       | 金鹿奖最佳编剧   | 周申、刘露       | 獲獎     | [ 6 ] |
| 2020 | 第15届长春电影节       | 金鹿奖最佳女演员 | 任素汐           | 獲獎     | [ 6 ] |
| 2020 | 第十二届澳门国际电影节 | 最佳影片         | 《半个喜剧》     | 提名     | [ 7 ] |
| 2020 | 第十二届澳门国际电影节 | 最佳编剧         | 周申、刘露       | 提名     | [ 7 ] |

## 外部连接
- 豆瓣电影上《半个喜剧》的資料 （简体中文）
- 时光网上《半个喜剧》的資料（简体中文）
- 互联网电影数据库（IMDb）上《半个喜剧》的资料（英文）